# Зино Давидов
Вижте пояснителната страница за други личности с името Davidoff.
Зино Хилелявич Давидов (на френски: Zino Davidoff), роден като Зиновий (Зуселе-Меер) Хилелявич Давидов, е швейцарски предприемач.
Той е собственик на известната търговската марка Davidoff – за тютюневи изделия, парфюмерия, кафе и др.

## Биография
Роден в еврейското семейство на Рашел Орлова и Хилеля Давидов (в емиграция: Хенри Давидов). Баща му е най-големият производител и търговец на тютюневи изделия в Русия.
През 1911 г. семейството емигрира в Швейцария, където откриват собствен магазин за тютюневи изделия през 1912 г. Зино завършва училище през 1924 г. и заминава за Латинска Америка да изучава тютюневата търговия. Посещава Аржентина, Бразилия и Куба. Зино в продължение на 2 години работи на тютюнева плантация в Куба и изучава производството на кубинските пури.
Завръщайки се в Швейцария през 1930 г., той поема от родителите си управлението на магазина. Постепенно магазинът се превръща в крупно предприятие за търговия с тютюневи изделия, чиито разцвет е в край на Втората световна война. Давидов се възползва от неутралитета на Швейцария по време на войната, осъществявайки тютюнева търговия с воюващите страни, и магазинът Davidoff става център в Европа за продажба на хавански пури.
След войната Давидов и неговите партньори решават да се възползват от кубинските пури, за да пробият на европейските пазари, които се доминират от германски и нидерландски производители. Тютюневите изделия се разпространяват, като използват наименования на вина от Бордо. Пурите са с имена „Шато Лафит“, „Шато Латур“ и др. Кубинската революция през 1959 г. не попречва на развитието на бизнеса на Давидов.
Давидов създава специални дървени съдове за съхранение на пури.
През 1967 г. написва и публикува на френски език „Книгата на експерта по пури“, по-късно преведена на 5 езика.